# Vortice

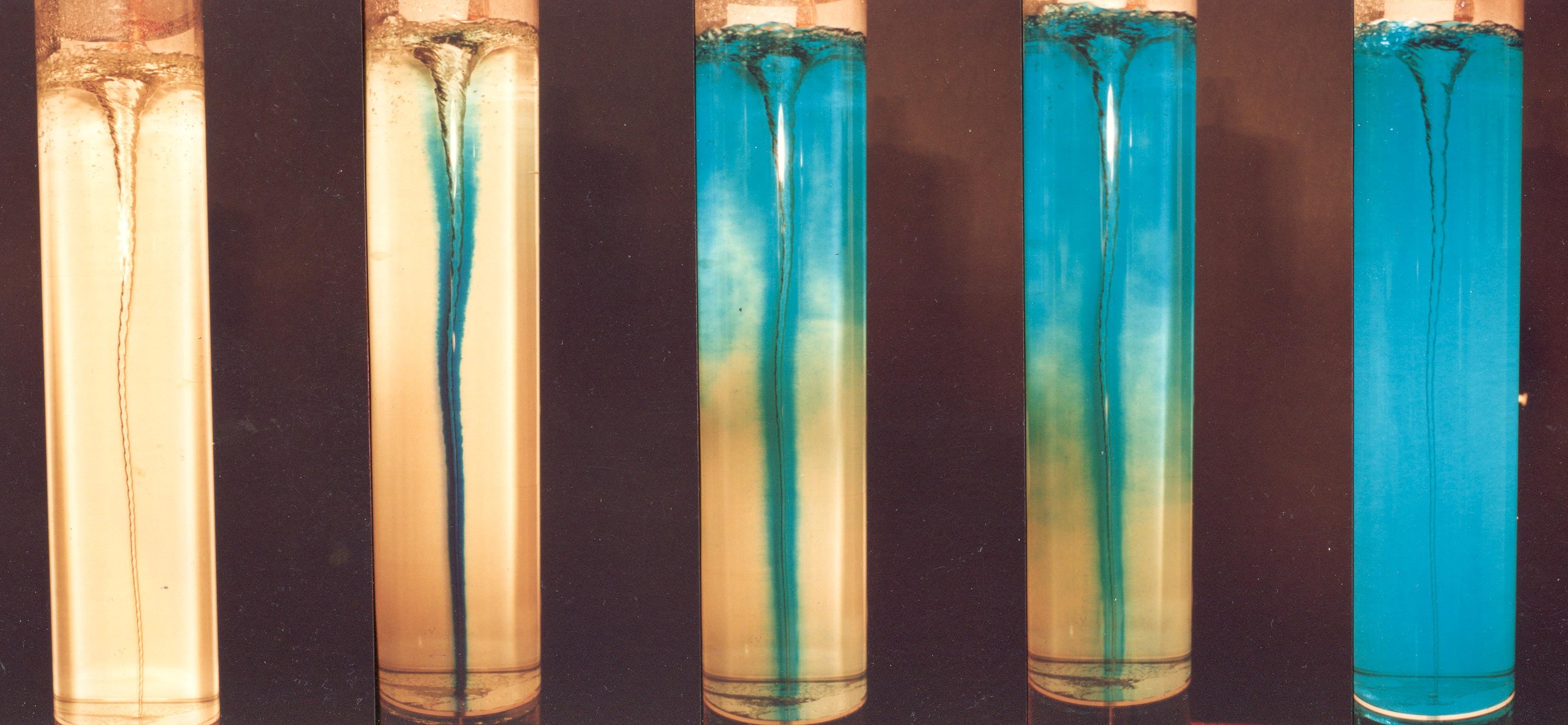
Sequenza di un vortice d'acqua creato artificialmente

In fisica (fluidodinamica) il vortice è il moto rotatorio, spesso turbolento, di un flusso o di un fluido. Il fenomeno è dovuto alle forze viscose e, sebbene sia molto comune e semplice da osservare in natura, è complesso da descrivere a livello fisico-matematico tramite un modello matematico.

## Descrizione

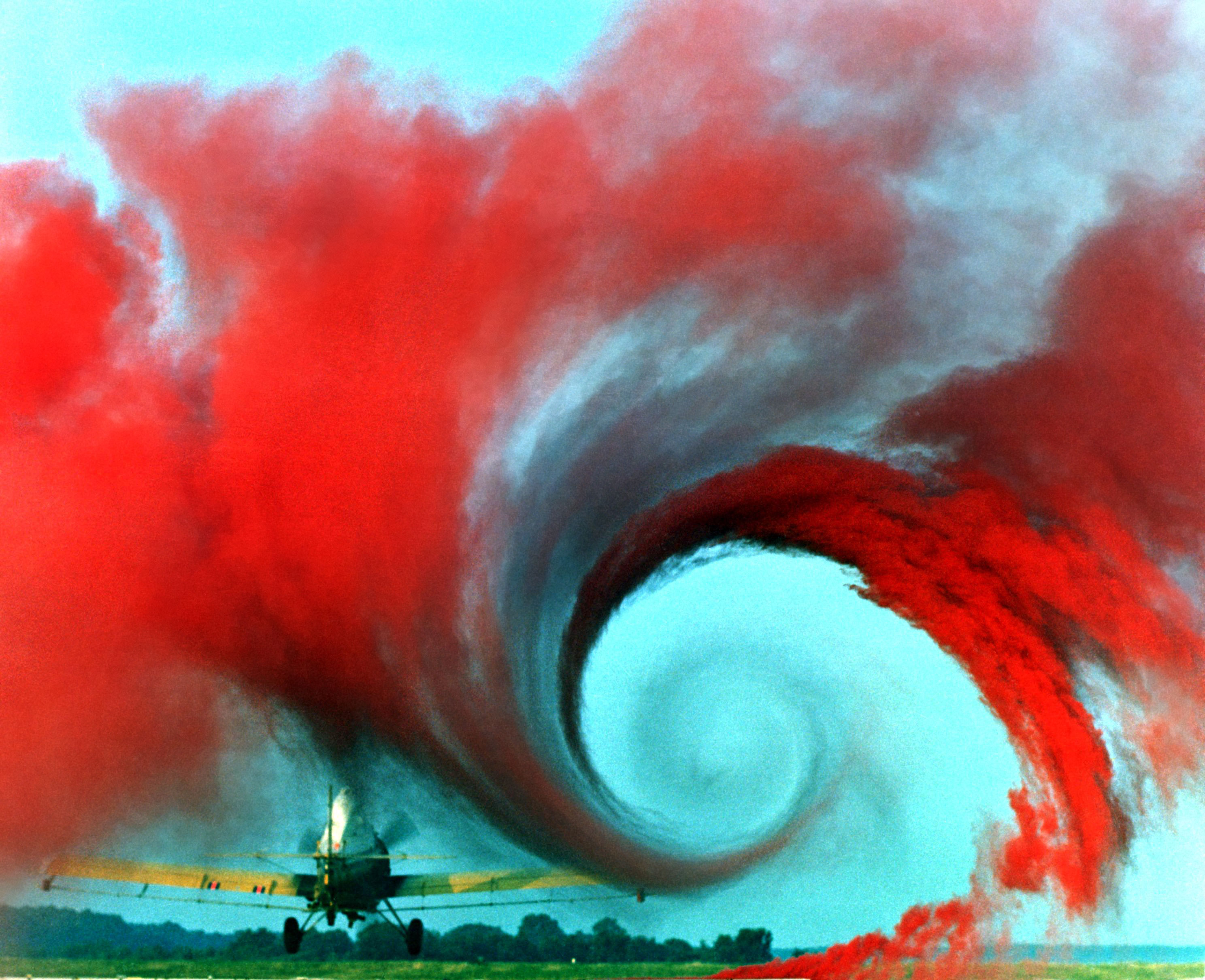
Vortice creato dal passaggio di un aeroplano

Si forma grazie alla traiettoria di molte particelle di un fluido che, seguendo movimenti a spirale, convergono in un punto detto "nucleo del vortice". L'analisi dell'andamento della pressione, della direzione, della velocità, della temperatura (quando applicabile), della viscosità, nello spazio e nel tempo, è materia studiata dalla fluidodinamica. La figura del vortice è tra le più complesse, tenuto conto che ne esistono di diverso tipo.

### In aerodinamica

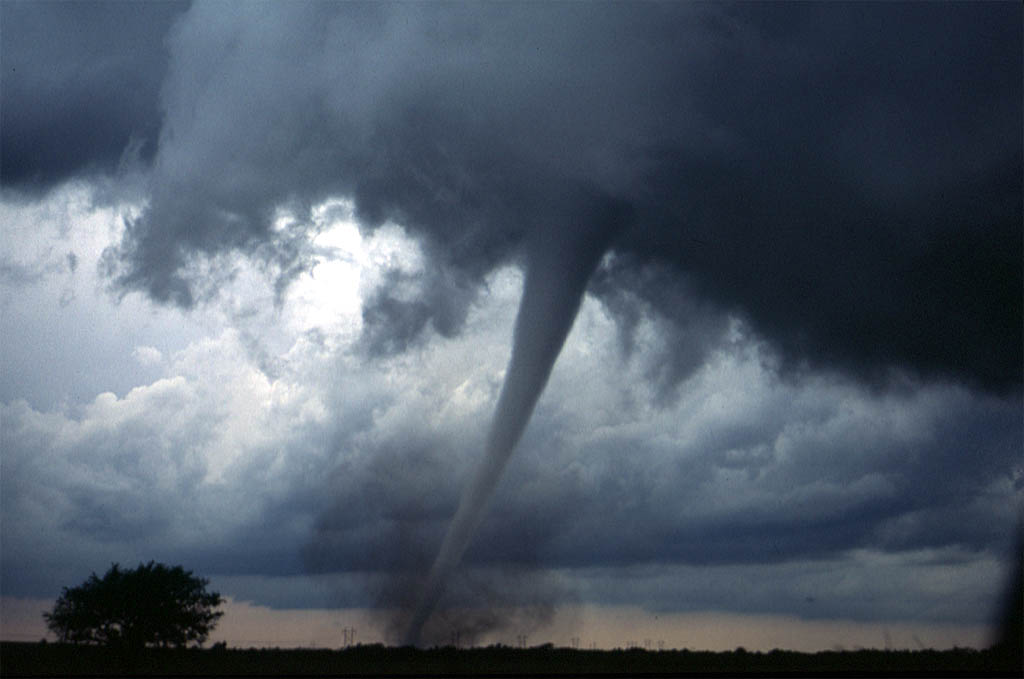
Vortice di un tornado

I vortici sono anche molto studiati in aerodinamica: nelle vetture da corsa ad esempio i vortici che si formano dietro la vettura sono fonti di disturbo sia per la vettura stessa (il vortice in senso classico può essere visto come una specie di vuoto d'aria che genera una differenza di pressione tale da creare una forza che si oppone al moto) sia per la vettura a seguire (disturbando di fatto la sua aerodinamica). La sfida ingegneristica diventa allora cercare di eliminare il più possibile o neutralizzare gli effetti di vortici attraverso l'uso di opportuni accorgimenti tecnico-aerodinamici sul telaio. Quando invece una vettura è molto vicina a quella che la precede allora la vettura non risente dei vortici, ma gli effetti sono propriamente quelli di scia aerodinamica che riduce fortemente la resistenza aerodinamica facilitando molto spesso il sorpasso (sorpasso in scia).

### In meteorologia

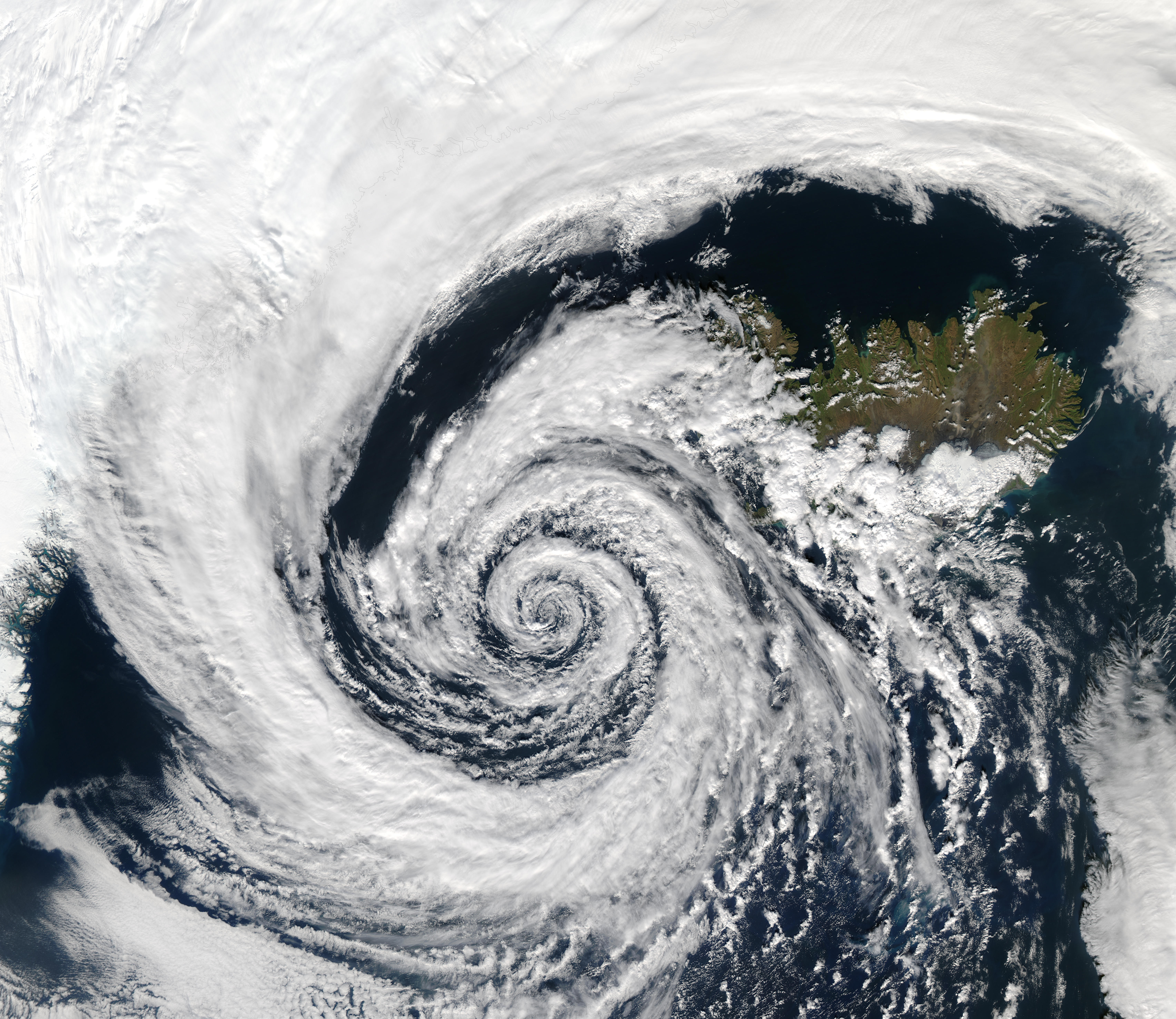
Grande vortice atmosferico (Depressione d'Islanda)

Un classico esempio di vortice è per esempio il tornado o quello che si osserva togliendo il tappo a un lavandino colmo d'acqua o, ancora meglio, quando si svuota la vasca da bagno. In meteorologia, quando si vedono le immagini satellitari, i vortici (centri di bassa pressione con al centro "l'occhio") sono immediatamente identificabili.
Su grande scala, come quella dei grandi vortici atmosferici e oceanici, il verso di rotazione dei vortici nell'emisfero boreale risulta essere quello antiorario, mentre nell'emisfero australe risulta essere invece quello orario; ciò è dovuto alla rotazione della Terra, per la forza di Coriolis. Su piccola scala, invece, cioè in piccoli bacini idrici o in contenitori o lavandini, tale effetto non è riconducibile all'effetto della forza di Coriolis, poiché il sistema di riferimento è, a causa della scala ridotta in cui il fenomeno si verifica, un sistema di riferimento inerziale. Tale rotazione è infatti modificabile tramite accortezze riguardo alla geometria del recipiente.

### Nell'idrologia
Il mulinello è un moto rotatorio a spirale che si genera all'interno di un corso d'acqua o un lago. Quando il vortice si genera all'interno di un mare od oceano si parla invece di maelstrom.